# Чермін (Кемпінський повіт)
Чермін (пол. Czermin) — село в Польщі, у гміні Бралін Кемпінського повіту Великопольського воєводства.
Населення — 206 осіб (2011).
У 1975—1998 роках село належало до Каліського воєводства.

## Демографія
Демографічна структура станом на 31 березня 2011 року:
|          | Загалом | Допрацездатний вік | Працездатний вік | Постпрацездатний вік |
| -------- | ------- | ------------------ | ---------------- | -------------------- |
| Чоловіки | 103     | 30                 | 64               | 9                    |
| Жінки    | 103     | 25                 | 60               | 18                   |
| Разом    | 206     | 55                 | 124              | 27                   |